# Psapp
 (mars 2011).
Si vous disposez d'ouvrages ou d'articles de référence ou si vous connaissez des sites web de qualité traitant du thème abordé ici, merci de compléter l'article en donnant les références utiles à sa vérifiabilité et en les liant à la section « Notes et références ».
Psapp est un duo anglais de musique electropop/rock. On peut parler aussi de musique indépendante avec un genre assez mélancolique et mystérieux. La musique peut également être considérée comme proche du post-rock. Leur chanson Cosy in the rocket sert de générique à la série américaine Grey's Anatomy.

## Discographie

### Albums
- Tiger, My Friend (2004)
- The Only Thing I Ever Wanted (2006)
- The Camel's Back (2008)
- What Makes Us Glow (2013)

### EPs
- Do Something Wrong (2003)
- Rear Moth (2005)
- Buttons and War (2004)
- Early Cats and Tracks (2006)
- Hi (2006)
- Early Cats and Tracks Volume 2 (2009)

### Singles
- "Tricycle" (2006)
- "The Monster Song" (2008)
- "I Want That" (2009)